# Anne-Marie Beukes

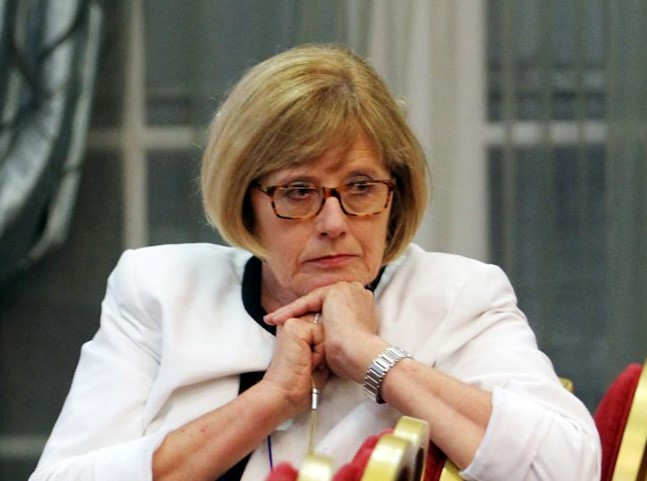
Anne-Marie Beukes, 2020

Anne-Marie Beukes (* 15. August 1950) ist eine südafrikanische Professorin für Angewandte Sprachwissenschaften an der Universität Johannesburg. Von 2019 bis 2024 war sie Geschäftsführerin der Suid-Afrikaanse Akademie vir Wetenskap en Kuns.

## Leben und Werk
Die Matrikulation erhielt sie an der Hoërskool John Vorster in Nigel. Danach machte sie einen Bachelor für Sprachen an der damaligen Randse Afrikaanse Universiteit (RAU), einen Ehren- und Magistergrad für Afrikaans an der Universität Pretoria und einen Doktor für Literatur und Philosophie für Angewandte Sprachwissenschaft an der RAU.
Beukes begann ihre Karriere als Übersetzerin bei der Provinzadministration Transvaals, ein Jahr später dozierte sie Sprachwissenschaften in der Abteilung Sprachheilkunde an der Universität Pretoria. Im Jahr 1986 wurde sie Dozentin in der Abteilung Linguistik und Literaturwissenschaften an der RAU. Zwischen 1993 und 2003 war sie Vorsitzende der Taalbeplanningsafdeling („Sprachplanabteilung“) des Nasionale Taaldiens beim Ministerium für Kunst und Kultur. Dort arbeitete sie an Regierungsprojekten zur Sprachpolitik wie der Language Plan Task Group (LANGTAG), dem Pilotprojekt des Telephone Interpreting Service for South Africa (TISSA), dem Mensliketaaltegnologieprojek („menschliche Sprachtechnologieprojekt“) und der Entwicklung des Nasionale Taalbeleidsraamwerk („Nationaler Rahmen zur Sprachpolitik“) mit. Danach kehrte sie zurück zur RAU (der späteren Universität Johannesburg) wo sie Professorin für Angewandte Sprachwissenschaften ist und bis 2015 Vorsitzende der Abteilung Linguistik war. Sie doziert Translatologie, Sprachplanung, Soziolinguistik, Interkulturelle Kommunikation und weitere Sprachpraxiskurse. Ebenso ist sie Ratsmitglied des Pan-Suid-Afrikaanse Taalraad (seit 1996/7).
Beukes ist seit 1986 aktiv beim Suid-Afrikaanse Vertalersinstituut („Südafrikanisches Übersetzerinstitut“) und wurde 2005 zur Vorsitzenden gewählt, dieses Amt bekleidete sie bis 2013, seitdem ist sie stellvertretende Vorsitzende des Instituts. Zwischen 1996 und 2005 vertrat sie das Institut bei der International Federation of Translators (FIT) und diente von 2003 bis 2005 als Vizepräsidentin der FIT. Zwischen 2005 und 2012 diente sie im Schulungskomitee des FIT. Sie ist akkreditierte Übersetzerin für die Sprachen Afrikaans und Englisch. Im Jahre 2014 wurde sie zur Vorsitzenden des Afrikaanse Taalraad (ATR) gewählt. Sie ist Vizepräsidentin des Expertenbeirat für menschliche Sprachtechnologie beim Minister für Sport, Kunst und Kultur und dient dort ebenso im Referenzpanel für die Überprüfung und Ausarbeitung des Weißbuchs zu Kunst und Kultur. Von 2015 bis 2024 arbeitete sie außerdem im Rat der Suid-Afrikaanse Akademie vir Wetenskap en Kuns und wurde 2019 zur Vorsitzenden gewählt. Im April 2024 trat sie zurück.
Beukes’ Forschungsinteressen sind Sprachsoziologie, Sprachpolitik, Sprachpolitik und -planung und -management sowie Übersetzungssoziologie. Ihre Forschung fand Niederschlag in Vorträgen, die auf 28 internationalen und 23 lokalen Fachkongressen gehalten wurden, sowie in 20 Artikeln in lokalen und internationalen Fachzeitschriften und elf Kapitelbeiträgen in Büchern. Beukes wohnt in Lynnwoodrif in Pretoria.

## Bibliografie
Beukes ist Autorin (zusammen mit Marné Pienaar) von Veeltalige Vertaalterminologie / Multilingual Translation Terminology, einer Sammlung von etwa 200 Übersetzungsbegriffen für Englisch und Afrikaans mit dazugehörigen Definitionen und praktischen Beispielen sowie Äquivalenten in Französisch, Deutsch, Spanisch und Niederländisch. Außerdem ist sie Autorin mehrerer Artikel, die in Fachbüchern und -zeitschriften erschienen. Ihr Aufsatz Language policy incongruity and African languages in post-apartheid South Africa, der im Juli 2009 in Language Matters: Studies in the Languages of Africa erschien, gehörte 2010 zu den fünf meistzitierten Artikeln dieser Zeitschrift.

## Werke
- 2010 – Veeltalige Vertaalterminologie / Multilingual Translation Terminology (zusammen mit Marné Pienaar)

### Zeitschriften und Zeitungen
- Nel, Carryn-Ann: Taalraad-hoof wil voetspoor vergroot. Beeld, 12. November 2014 (Afrikaans)
- Nel, Carryn-Ann: Vriendelike taal, maar Afrikaans het bagasie. Beeld, 20. Dezember 2014 (Afrikaans)

### Internet
- La Vita, Murray. Network24: Anne-MarieBeukes – 'n Vriendelike gesig-van-taal (Afrikaans)
- South African Translator’s Institute (englisch)